# العكتة (مناخة)

تعديل مصدري - تعديل

العكتة هي إحدى قرى عزلة لهاب بمديرية مناخة التابعة لمحافظة صنعاء، بلغ تعداد سكانها 221 نسمة حسب تعداد اليمن لعام 2004.